# Sim (postać)
Sim – określenie wirtualnych ludzi występujących w seriach gier komputerowych SimCity i The Sims autorstwa Willa Wrighta, stworzonych w studiu Maxis. Simowie (ang. Sims) posługują się fikcyjnym językiem simlish, a głównym zadaniem gracza jest zaspokajanie ich potrzeb – społecznych (w SimCity) lub także podstawowych (w The Sims).
Nazwa „sim” wywodzi się z angielskiego słowa simulation, a pierwszą grą Maxis wspominającą o wirtualnych ludziach było SimCity (1989). W SimAnt (1990) widoczna już była postać pojedynczego sima jako ogrodnika. Natomiast w The Sims (2000) gracz już bezpośrednio kierował tytułowymi ludźmi, zaspokajając ich podstawowe potrzeby (głód, pragnienie, rozrywka, towarzystwo itp.). The Sims doczekało się trzech kontynuacji: The Sims 2 (2004), The Sims 3 (2009) oraz The Sims 4 (2014).
Wytwór działalności Wrighta stał się obiektem badań socjologicznych. Stworzony w 2009 przez brytyjskiego projektanta Robina Burkishawa, prowokacyjny cykl o dwóch bezdomnych oparty na środowisku The Sims 3, pokazał możliwości wykorzystania simów do tworzenia fabuł zaangażowanych.